# 후지나미나와테 전투
후지나미나와테 전투(일본어: 藤波畷の戦い ふじなみなわてのたたかい[*])는 에이로쿠 4년 (1561년) 9월 13일에 벌어진, 토죠 키라씨의 거성 토죠성을 둘러싼 키라씨와 마츠다이라 모토야스의 일련의 공방전 중 하나이다.

## 배경
이마가와 요시모토의 죽음에 의해, 그 속박을 벗어난 마츠다이라 모토야스 (도쿠가와 이에야스)가, 토죠 키라령을 빼앗으려고 에이로쿠 4년 4월부터 우시쿠보성과 토죠성을 공격해 이마가와씨로부터의 자립을 명확히 했다.
그러나, 토죠성은 쉽게 함락되지 않았고, 같은 해 6월, 모토야스는 츠노히라 (키라정 오오지츠노히라)에 마츠이 타다츠구, 코마키 (키라정 오오지코마키)에 혼다 히로타카, 카스즈카 (니시오시 히라하라정 죠야마)에 오가사와라 나가코레 (산큐로)를 배치, 각각 성채를 구축시켜 토죠성 포위망을 만들었다. 그러나 무로성의 성주이자 키라가의 가로인 토미나가 타다모토는 키라 세력을 인솔하여 분전하였고, 4월 젠묘츠츠미 전투에서는 토죠령 나카지마성을 점령한 마츠다이라 요시카게를 잃고, 나카지마성을 빼앗기는 등 마츠다이라 측은 손해를 입었다.

## 경과
그리고, 에이로쿠 4년 9월 13일에 혼다 히로타카ㆍ마츠이 타다츠구는 성채에서 출군해 토죠성을 목표로 후지나미로 향했다. 이때 혼다 히로타카는 결의의 표시로 자신의 갑옷의 상대(上帯)가 묶인 끝을 다시 풀지 못하도록 마츠이 타다츠구 휘하의 사무라이 히라이와 모토시게에게 베도록 했다. 히로타카가 선봉에서고 마츠이 타다츠구 동생 마츠이 코지로 (코지로 병위부)가 뒤따라 진격했다. 마츠다이라군이 성채를 빠져나가는 것을 목격한 토미나가 타다모토는 여느 때처럼 앞서갔으나, 단기에 톨출해 고립됐다. 이에 마츠다이라군이 몰려가 달아나는 타다모토를 후지나미나와테로 쫒아갔다. 마츠다이라 측의 오오쿠보 다이하치로ㆍ토리이 한로쿠로가 따라잡고 싸움을 걸지만, 타다모토의 손에 사망했다. 그러나 타다모토는 이곳에서 체력이 다했고, 이어 혼다 히로타카의 창에 엎드려, 히로타카의 가신 혼다 진쥬로에게 죽임을 당했다.

## 그 후
마츠다이라 모토야스는 난적 토미나가 타다모토를 물리친 혼다 히로타카를 칭찬하고 논공으로 타다모토의 소령을 주었다. 믿었던 토미나가 타다모토를 잃은 키라 요시아키는 전의를 잃고 토죠성을 내주고 항복했다. 죽은 토미나가 타다모토는 그 용명(勇名)이 알려져 있고, 그 죽음은 안타까웠기 때문에 혼다 히로타카는 후지나미에 그를 공양하기 위해 무덤을 쌓았다. 이것은 후에 타다토모의 통칭에서 따와 반고로총(伴五郎塚)으로 불리고 있다. 현재는 총이 아닌 반고로 지장 이라 불리는 지장보살상이 전사지에 서있고, 고전장 터의 길가에는 새롭게 「사적 후지나미나와테 고전장(史跡藤波畷古戦場)」의 석제 표주가 세워져있다.
한고로 타다모토의 사후, 토미나가씨는 타다모토 숙부와 같은 토죠슈였던 스케히로가 마츠다이라 모토야스에게 항복해 가신이 되어, 토죠 마츠다이라가에 속하게 되었다. 스케히로는 누마즈성주 시대의 마츠다이라 타다요시에게도 섬겼으며, 후손은 후의 오와리 도쿠가와가 가신단에서 진타로슈 (구 토죠 키라ㆍ토죠 마츠다이라가 출신의 가신)으로 꼽혔다.

## 참전 무장

### 마츠다이라군
- 혼다 히로타카
- 마츠이 타다츠구
- 오가사와라 나가코레
- 마츠다이라 야스치카
- 오오쿠보 타다카네

### 키라군
- 토미나가 타다모토
- 마키노 나리사다

## 같이 보기
- 토죠성
- 토죠 마츠다이라가
- 후코즈 마츠다이라가
- 미카와 마츠이씨
- 젠묘츠츠이 전투